# Yamilé Aldama

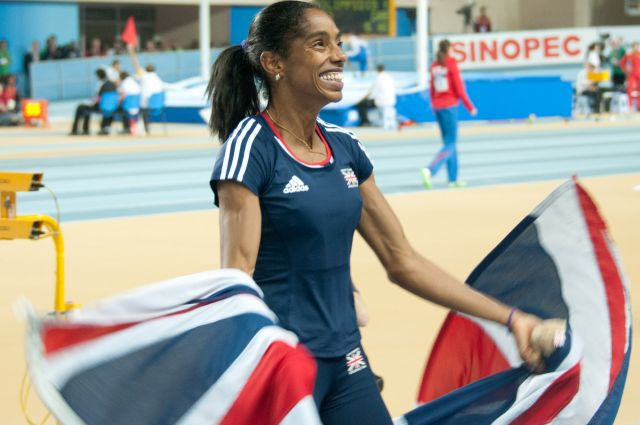
Yamilé Aldama 2012 nach ihrem Erfolg bei den Hallenweltmeisterschaften

Yamilé Aldama (* 14. August 1972 in Havanna) ist eine britische Dreispringerin kubanischer Herkunft, die von 2004 bis 2010 sudanesische Staatsbürgerin war. Sie war 2012 Hallenweltmeisterin.
Als Jugendliche war sie zunächst Hochspringerin und wechselte dann, da sie meinte, nicht groß genug für diese Disziplin zu sein, zum Siebenkampf. 1994 begann sie mit dem Dreisprung. Zwei Jahre später qualifizierte sie sich für die Olympischen Spiele 1996 in Atlanta, musste aber verletzt absagen. 
Ihr Durchbruch kam 1999, als sie mit dem nationalen Rekord von 14,77 m Gold bei den Panamerikanischen Spielen in Winnipeg holte und bei den Weltmeisterschaften in Sevilla die Silbermedaille gewann. Nach den Olympischen Spielen 2000 in Sydney, bei denen sie Vierte wurde, heiratete sie den Schotten Andrew Dodd und zog nach London. 2001 brachte sie einen Jungen zur Welt.
Da sie im Ausland lebte, war es ihr nicht länger möglich, für Kuba an internationalen Wettkämpfen teilzunehmen. Als sich der Erwerb eines britischen Passes verzögerte, nahm sie 2004 die sudanesischen Staatsangehörigkeit an. Im Jahr zuvor hatte sie mit 15,29 m den aktuellen Amerikarekord aufgestellt.
2004 gewann sie Silber bei den Hallenweltmeisterschaften in Budapest, wurde Afrikameisterin und stellte mit 15,28 m den aktuellen Afrikarekord auf. Bei den Olympischen Spielen 2004 verletzte sie sich beim fünften Versuch und musste sich mit 14,99 m und dem fünften Platz zufriedengeben.
Bei den Weltmeisterschaften 2005 in Helsinki wurde sie Vierte und bei den Hallenweltmeisterschaften 2006 in Moskau Dritte. In der Freiluftsaison wurde sie Afrikameisterin und erreichte den dritten Platz beim Weltcup. 2007 gewann Aldama Gold bei den Afrikaspielen. Bei den Weltmeisterschaften in Osaka scheiterte sie jedoch in der Qualifikation.
2008 wurde Aldama Fünfte bei den Hallenweltmeisterschaften und Zweite bei den Afrikameisterschaften. In Peking allerdings gelang ihr bei den Olympischen Spielen kein gültiger Versuch. Auch bei den Weltmeisterschaften 2009 und den Hallenweltmeisterschaften 2010 blieb sie in der Qualifikation hängen.
2010 nahm Aldama die britische Staatsbürgerschaft an und im Jahr darauf wurde sie bei den Weltmeisterschaften 2011 in Daegu Fünfte. Bei den Hallenweltmeisterschaften 2012 siegte sie mit einer Weite von 14,82 m. In London erreichte sie bei den Olympischen Spielen den fünften Platz.
Yamilé Aldama ist 1,73 m groß und wiegt 62 kg. 